# CEV Cup 2011–2012 (damer)
CEV Cup 2011-2012 spelades mellan 29 november 2011 och 31 mars 2012. Det var den 40:e upplagan av tävlinge och 36 lag från CEV:s medlemsförbund deltog. Futura Volley Busto Arsizio vann tävlingen för andra gången genom att besegra Galatasaray SK i finalen. Aneta Havlíčková utsågs till mest värdefulla spelare.

## Deltagande lag
| - İlbank SK - AEK - CS Știința Bacău - İqtisadçı VK - OK Radnički - OK Vizura - BKS Stal Bielsko-Biała - ŽOK Jedinstvo Brčko - VK Královo Pole - CS Dinamo București - Futura Volley Busto Arsizio - CSV 2004 Tomis Constanța | - VK Uralochka-NTMK - Galatasaray SK - Istres Ouest Provence VB - Asterix Kieldrecht - VK Dinamo Krasnodar - Entente Sportive Le Cannet-Rocheville - Apollon Limassol - ASKÖ Linz-Steg - OK Branik - Volleyball Franches-Montagnes - ASPTT Mulhouse - NUC Volleyball | - Olympiakos SFP - LP Viesti Salo - Schwechat Post - Schweriner SC - Maccabi Haifa - ŽOK Split 1700 - OK Röda stjärnan Belgrad - VC Stuttgart - Robur Tiboni Volley Urbino - VK Chimik - Rote Raben Vilsbiburg - ŽOK Vukovar |

## Sextondelsfinaler

### Match 1
| Datum    | Mellan                                                              | Resultat | Set   | Set   | Set   | Set   | Set  | Poäng totalt | Speltid | Åskådare |
| Datum    | Mellan                                                              | Resultat | 1     | 2     | 3     | 4     | 5    | Poäng totalt | Speltid | Åskådare |
| -------- | ------------------------------------------------------------------- | -------- | ----- | ----- | ----- | ----- | ---- | ------------ | ------- | -------- |
| 29-11-11 | Olympiakos SFP- VK Uralochka-NTMK                                   | 0 - 3    | 18:25 | 18:25 | 11:25 |       |      | 47 - 75      | 1h:01   | 200      |
| 29-11-11 | İqtisadçı VK - CS Dinamo București                                  | 3 - 0    | 25:16 | 25:21 | 25:10 |       |      | 75 - 47      | 1h:05   | 1.000    |
| 29-11-11 | AEK - OK Vizura                                                     | 3 - 1    | 25:23 | 27:29 | 25:19 | 25:16 |      | 102 - 87     | 1h:45   | 700      |
| 30-11-11 | Volleyball Franches-Montagnes - Robur Tiboni Volley Urbino          | 1 - 3    | 25:23 | 19:25 | 16:25 | 22:25 |      | 82 - 98      | 1h:42   | 1.540    |
| 30-11-11 | VK Královo Pole - OK Branik                                         | 2 - 3    | 25:23 | 14:25 | 25:18 | 18:25 | 9:15 | 91 - 106     | 1h:54   | 375      |
| 30-11-11 | Istres Ouest Provence VB - VC Stuttgart                             | 3 - 1    | 25:22 | 15:25 | 25:20 | 25:22 |      | 90 - 89      | 1h:41   | 380      |
| 30-11-11 | BKS Stal Bielsko-Biała - İller Bankası                              | 3 - 0    | 25:13 | 25:12 | 25:18 |       |      | 75 - 43      | 1h:08   | 600      |
| 30-11-11 | Maccabi Haifa - Asterix Kieldrecht                                  | 0 - 3    | 18:25 | 21:25 | 15:25 |       |      | 54 - 75      | 1h:08   | 380      |
| 30-11-11 | ASKÖ Linz-Steg - CS Știința Bacău                                   | 1 - 3    | 24:26 | 23:25 | 25:20 | 14:25 |      | 86 - 96      | 1h:41   | 300      |
| 30-11-11 | ŽOK Jedinstvo Brčko - Schwechat Post                                | 0 - 3    | 12:25 | 15:25 | 14:25 |       |      | 41 - 75      | 1h:13   | 800      |
| 30-11-11 | Rote Raben Vilsbiburg - VK Chimik                                   | 3 - 0    | 25:19 | 25:19 | 26:24 |       |      | 76 - 62      | 1h:21   | 645      |
| 01-12-11 | LP Viesti Salo - ŽOK Vukovar                                        | 3 - 0    | 25:16 | 25:17 | 25:21 |       |      | 75 - 54      | 1h:17   | 512      |
| 01-12-11 | Futura Volley Busto Arsizio - Entente Sportive Le Cannet-Rocheville | 3 - 0    | 25:19 | 25:16 | 25:19 |       |      | 75 - 54      | 1h:15   | 2.036    |
| 01-12-11 | Galatasaray SK - Apollon Limassol                                   | 3 - 0    | 25:11 | 25:14 | 25:20 |       |      | 75 - 45      | 1h:02   | 750      |
| 01-12-11 | NUC Volleyball - OK Radnički                                        | 3 - 1    | 23:25 | 25:20 | 26:24 | 27:25 |      | 101 - 94     | 1h:49   | 1.200    |
| 01-12-11 | ŽOK Split 1700 - VK Dinamo Krasnodar                                | 1 - 3    | 25:21 | 7:25  | 14:25 | 18:25 |      | 64 - 96      | 1h:20   | 350      |

### Match 2
| Datum    | Mellan                                                              | Resultat | Set   | Set   | Set   | Set   | Set   | Poäng totalt | Speltid | Åskådare |
| Datum    | Mellan                                                              | Resultat | 1     | 2     | 3     | 4     | 5     | Poäng totalt | Speltid | Åskådare |
| -------- | ------------------------------------------------------------------- | -------- | ----- | ----- | ----- | ----- | ----- | ------------ | ------- | -------- |
| 06-12-11 | VC Stuttgart - Istres Ouest Provence VB                             | 3 - 1    | 25:18 | 17:25 | 25:17 | 25:21 |       | 92 - 81      | 1h:47   | 520      |
| 06-12-11 | Entente Sportive Le Cannet-Rocheville - Futura Volley Busto Arsizio | 0 - 3    | 16:25 | 11:25 | 15:25 |       |       | 42 - 75      | 1h:05   | 500      |
| 06-12-11 | OK Vizura - AEK                                                     | 1 - 3    | 11:25 | 18:25 | 26:24 | 21:25 |       | 76 - 99      | 1h:43   | 750      |
| 07-12-11 | Robur Tiboni Volley Urbino - Volleyball Franches-Montagnes          | 3 - 0    | 25:23 | 25:21 | 25:22 |       |       | 75 - 66      | 1h:22   | 1.000    |
| 07-12-11 | OK Branik - VK Královo Pole                                         | 3 - 2    | 13:25 | 20:25 | 25:20 | 25:13 | 15:8  | 98 - 91      | 1h:46   | 270      |
| 07-12-11 | İller Bankası- BKS Stal Bielsko-Biała                               | 2 - 3    | 25:19 | 7:25  | 25:18 | 23:25 | 7:15  | 87 - 102     | 1h:53   | 1.100    |
| 07-12-11 | CS Dinamo București - İqtisadçı VK                                  | 2 - 3    | 28:30 | 25:22 | 25:19 | 14:25 | 11:15 | 103 - 111    | 2h:00   | 200      |
| 07-12-11 | Asterix Kieldrecht - Maccabi Haifa                                  | 3 - 0    | 25:14 | 25:15 | 25:12 |       |       | 75 - 41      | 1h:00   | 300      |
| 07-12-11 | OK Radnički - NUC Volleyball                                        | 2 - 3    | 17:25 | 21:25 | 25:11 | 25:19 | 12:15 | 100 - 95     | 1h:49   | 300      |
| 07-12-11 | CS Știința Bacău - ASKÖ Linz-Steg                                   | 3 - 0    | 25:11 | 25:18 | 25:22 |       |       | 75 - 51      | 1h:02   | 450      |
| 07-12-11 | Schwechat Post - ŽOK Jedinstvo Brčko                                | 3 - 1    | 25:22 | 23:25 | 25:13 | 25:21 |       | 98 - 81      | 1h:43   | 420      |
| 07-12-11 | VK Dinamo Krasnodar - ŽOK Split 1700                                | 3 - 0    | 25:7  | 25:13 | 25:11 |       |       | 75 - 31      | 0h:55   | 1.500    |
| 08-12-11 | ŽOK Vukovar - LP Viesti Salo                                        | 0 - 3    | 22:25 | 12:25 | 20:25 |       |       | 54 - 75      | 1h:16   | 400      |
| 08-12-11 | VK Uralochka-NTMK - Olympiakos SFP                                  | 3 - 0    | 25:17 | 25:10 | 25:21 |       |       | 75:48        | 0h:59   | 1.250    |
| 08-12-11 | Apollon Limassol - Galatasaray SK                                   | 0 - 3    | 15:25 | 14:25 | 18:25 |       |       | 47 - 75      | 1h:07   | 1.000    |
| 08-12-11 | VK Chimik - Rote Raben Vilsbiburg                                   | 1 - 3    | 25:21 | 18:25 | 17:25 | 23:25 |       | 83 - 96      | 1h:44   | 1.200    |

### Kvalificerade lag
| - AEK - CS Știința Bacău - İqtisadçı VK - BKS Stal Bielsko-Biała - Futura Volley Busto Arsizio - VK Uralochka-NTMK - Galatasaray SK - Asterix Kieldrecht | - VK Dinamo Krasnodar - OK Branik - NUC Volleyball - LP Viesti Salo - Schwechat Post - VC Stuttgart - Robur Tiboni Volley Urbino - Rote Raben Vilsbiburg |

## Åttondelsfinaler

### Match 1
| Datum    | Mellan                                      | Resultat | Set   | Set   | Set   | Set   | Set   | Poäng totalt | Speltid | Åskådare |
| Datum    | Mellan                                      | Resultat | 1     | 2     | 3     | 4     | 5     | Poäng totalt | Speltid | Åskådare |
| -------- | ------------------------------------------- | -------- | ----- | ----- | ----- | ----- | ----- | ------------ | ------- | -------- |
| 11-01-12 | Robur Tiboni Volley Urbino - OK Branik      | 3 - 0    | 25:17 | 25:18 | 25:21 |       |       | 75 - 56      | 1h:13   | 1.200    |
| 11-01-12 | LP Viesti Salo - VC Stuttgart               | 3 - 2    | 28:26 | 20:25 | 17:25 | 25:23 | 15:11 | 105 - 110    | 2h:05   | 938      |
| 11-01-12 | VK Uralochka-NTMK- BKS Stal Bielsko-Biała   | 3 - 0    | 25:9  | 25:15 | 27:25 |       |       | 77 - 49      | 1h:05   | 500      |
| 11-01-12 | Futura Volley Busto Arsizio - İqtisadçı VK  | 3 - 0    | 26:24 | 25:17 | 27:25 |       |       | 78 - 66      | 1h:25   | 1.532    |
| 11-01-12 | AEK - NUC Volleyball                        | 3 - 1    | 25:23 | 23:25 | 25:16 | 25:19 |       | 98 - 83      | 1h:46   | 1.000    |
| 12-01-12 | Galatasaray SK - Asterix Kieldrecht         | 3 - 0    | 25:17 | 25:21 | 25:23 |       |       | 75 - 61      | 1h:05   | 450      |
| 12-01-12 | Schwechat Post - CS Știința Bacău           | 3 - 0    | 27:25 | 25:22 | 25:21 |       |       | 77 - 68      | 1h:21   | 250      |
| 12-01-12 | Rote Raben Vilsbiburg - VK Dinamo Krasnodar | 1 - 3    | 25:27 | 16:25 | 26:24 | 16:25 |       | 83 - 101     | 1h:41   | 1.530    |

### Match 2
| Datum    | Mellan                                      | Resultat | Set   | Set   | Set   | Set   | Set   | Poäng totalt | Speltid | Åskådare |
| Datum    | Mellan                                      | Resultat | 1     | 2     | 3     | 4     | 5     | Poäng totalt | Speltid | Åskådare |
| -------- | ------------------------------------------- | -------- | ----- | ----- | ----- | ----- | ----- | ------------ | ------- | -------- |
| 17-01-12 | VC Stuttgart - LP Viesti Salo               | 3 - 0    | 25:18 | 25:18 | 25:21 |       |       | 75 - 57      | 1h:13   | 653      |
| 18-01-12 | OK Branik - Robur Tiboni Volley Urbino      | 1 - 3    | 25:23 | 24:26 | 20:25 | 18:25 |       | 87 - 99      | 1h:48   | 500      |
| 18-01-12 | BKS Stal Bielsko-Biała - VK Uralochka-NTMK  | 3 - 0    | 27:25 | 26:24 | 25:17 |       |       | 78 - 66      | 1h:37   | 800      |
| 18-01-12 | Asterix Kieldrecht - Galatasaray SK         | 3 - 2    | 23:25 | 25:14 | 25:18 | 18:25 | 15:12 | 106 - 94     | 1h:52   | 800      |
| 18-01-12 | CS Știința Bacău - Schwechat Post           | 0 - 3    | 22:25 | 20:25 | 9:25  |       |       | 51 - 75      | 1h:07   | 600      |
| 19-01-12 | İqtisadçı VK - Futura Volley Busto Arsizio  | 2 - 3    | 21:25 | 25:20 | 19:25 | 25:18 | 13:15 | 103 - 103    | 2h:05   | 1.500    |
| 19-01-12 | NUC Volleyball - AEK                        | 2 - 3    | 16:25 | 26:24 | 17:25 | 25:22 | 8:15  | 92 - 111     | 2h:04   | 900      |
| 19-01-12 | VK Dinamo Krasnodar - Rote Raben Vilsbiburg | 2 - 3    | 25:15 | 25:14 | 21:25 | 23:25 | 13:15 | 107 - 94     | 2h:06   | 1.050    |

### Kvalificerade lag
- AEK
- BKS Stal Bielsko-Biała[4]
- Futura Volley Busto Arsizio
- Galatasaray SK[5]
- VK Dinamo Krasnodar[6]
- Schwechat Post
- VC Stuttgart
- Robur Tiboni Volley Urbino

## Kvartsfinaler

### Match 1
| Datum    | Mellan                                               | Resultat | Set   | Set   | Set   | Set   | Set  | Poäng totalt | Speltid | Åskådare |
| Datum    | Mellan                                               | Resultat | 1     | 2     | 3     | 4     | 5    | Poäng totalt | Speltid | Åskådare |
| -------- | ---------------------------------------------------- | -------- | ----- | ----- | ----- | ----- | ---- | ------------ | ------- | -------- |
| 31-01-12 | BKS Stal Bielsko-Biała - Futura Volley Busto Arsizio | 3 - 2    | 26:24 | 25:20 | 19:25 | 15:25 | 15:7 | 100 - 101    | 1h:58   | 700      |
| 01-02-12 | VC Stuttgart - Robur Tiboni Volley Urbino            | 0 - 3    | 22:25 | 21:25 | 25:27 |       |      | 68 - 77      | 1h:24   | 1.050    |
| 01-02-12 | Galatasaray SK - AEK                                 | 3 - 0    | 26:24 | 25:14 | 25:16 |       |      | 76 - 54      | 1h:10   | 3.000    |
| 01-02-12 | VK Dinamo Krasnodar - Schwechat Post                 | 3 - 0    | 25:20 | 25:22 | 25:22 |       |      | 75 - 64      | 1h:20   | 1.000    |

### Match 2
| Datum    | Mellan                                               | Resultat | Set   | Set   | Set   | Set   | Set | Poäng totalt | Speltid | Åskådare |
| Datum    | Mellan                                               | Resultat | 1     | 2     | 3     | 4     | 5   | Poäng totalt | Speltid | Åskådare |
| -------- | ---------------------------------------------------- | -------- | ----- | ----- | ----- | ----- | --- | ------------ | ------- | -------- |
| 07-02-12 | Schwechat Post - VK Dinamo Krasnodar                 | 0 - 3    | 22:25 | 21:25 | 23:25 |       |     | 66 - 75      | 1h:20   | 300      |
| 08-02-12 | Robur Tiboni Volley Urbino - VC Stuttgart            | 3 - 1    | 23:25 | 25:21 | 25:14 | 25:19 |     | 98 - 79      | 1h:43   | 50       |
| 08-02-12 | AEK- Galatasaray SK                                  | 0 - 3    | 10:25 | 9:25  | 20:25 |       |     | 39 - 75      | 1h:01   | 2.300    |
| 09-02-12 | Futura Volley Busto Arsizio - BKS Stal Bielsko-Biała | 3 - 1    | 23:25 | 25:17 | 25:14 | 25:19 |     | 98 - 75      | 2h:08   | 2.184    |

### Kvalificerade lag
- Futura Volley Busto Arsizio[7]
- Galatasaray SK
- VK Dinamo Krasnodar
- Robur Tiboni Volley Urbino

## Challenge Round

### Match 1
| Datum    | Mellan                                         | Resultat | Set   | Set   | Set   | Set   | Set   | Poäng totalt | Speltid | Åskådare |
| Datum    | Mellan                                         | Resultat | 1     | 2     | 3     | 4     | 5     | Poäng totalt | Speltid | Åskådare |
| -------- | ---------------------------------------------- | -------- | ----- | ----- | ----- | ----- | ----- | ------------ | ------- | -------- |
| 21-02-12 | Galatasaray SK - OK Röda stjärnan Belgrad      | 3 - 0    | 25:14 | 25:19 | 25:16 |       |       | 75 - 49      | 1h:06   | 1.200    |
| 21-02-12 | CSV 2004 Tomis Constanța - VK Dinamo Krasnodar | 3 - 2    | 25:23 | 24:26 | 25:21 | 22:25 | 15:13 | 111 - 108    | 2h:11   | 500      |
| 22-02-12 | Robur Tiboni Volley Urbino - ASPTT Mulhouse    | 3 - 1    | 25:18 | 25:20 | 18:25 | 28:26 |       | 96 - 89      | 1h:53   | 700      |
| 23-02-12 | Futura Volley Busto Arsizio - Schweriner SC    | 3 - 2    | 23:25 | 25:16 | 25:11 | 22:25 | 15:7  | 110 - 84     | 1h:51   | 2.255    |

### Match 2
| Datum    | Mellan                                         | Resultat | Set   | Set   | Set   | Set   | Set | Poäng totalt | Speltid | Åskådare |
| Datum    | Mellan                                         | Resultat | 1     | 2     | 3     | 4     | 5   | Poäng totalt | Speltid | Åskådare |
| -------- | ---------------------------------------------- | -------- | ----- | ----- | ----- | ----- | --- | ------------ | ------- | -------- |
| 28-02-12 | Schweriner SC - Futura Volley Busto Arsizio    | 1 - 3    | 20:25 | 22:25 | 25:23 | 20:25 |     | 87 - 98      | 1h:45   | 1.034    |
| 28-02-12 | ASPTT Mulhouse - Robur Tiboni Volley Urbino    | 0 - 3    | 20:25 | 23:25 | 20:25 |       |     | 63 - 75      | 1h:20   | 3.000    |
| 01-03-12 | OK Röda stjärnan Belgrad - Galatasaray SK      | 0 - 3    | 20:25 | 18:25 | 20:25 |       |     | 58 - 75      | 1h:12   | 850      |
| 01-03-12 | VK Dinamo Krasnodar - CSV 2004 Tomis Constanța | 1 - 3    | 23:25 | 18:25 | 25:19 | 22:25 |     | 88 - 94      | 1h:49   | 1.700    |

### Kvalificerade lag
- Futura Volley Busto Arsizio
- CSV 2004 Tomis Constanța
- Galatasaray SK
- Robur Tiboni Volley Urbino

## Semifinaler

### Match 1
| Datum    | Mellan                                                   | Resultat | Set   | Set   | Set   | Set   | Set | Poäng totalt | Speltid | Åskådare |
| Datum    | Mellan                                                   | Resultat | 1     | 2     | 3     | 4     | 5   | Poäng totalt | Speltid | Åskådare |
| -------- | -------------------------------------------------------- | -------- | ----- | ----- | ----- | ----- | --- | ------------ | ------- | -------- |
| 13-03-12 | Futura Volley Busto Arsizio - Robur Tiboni Volley Urbino | 3 - 1    | 20:25 | 25:21 | 25:21 | 25:14 |     | 95 - 81      | 1h:43   | 1.624    |
| 14-03-12 | CSV 2004 Tomis Constanța - Galatasaray SK                | 3 - 0    | 25:23 | 25:23 | 25:21 |       |     | 75 - 67      | 1h:17   | 1.500    |

### Match 2
| Datum    | Mellan                                                   | Resultat | Set   | Set   | Set   | Set | Set | Poäng totalt | Speltid | Åskådare |
| Datum    | Mellan                                                   | Resultat | 1     | 2     | 3     | 4   | 5   | Poäng totalt | Speltid | Åskådare |
| -------- | -------------------------------------------------------- | -------- | ----- | ----- | ----- | --- | --- | ------------ | ------- | -------- |
| 17-03-12 | Robur Tiboni Volley Urbino - Futura Volley Busto Arsizio | 0 - 3    | 19:25 | 26:28 | 20:25 |     |     | 65 - 78      | 1h:32   | 1.700    |
| 18-03-12 | Galatasaray SK - CSV 2004 Tomis Constanța                | 3 - 0    | 25:23 | 25:18 | 25:19 |     |     | 75 - 60      | 1h:32   | 1.817    |

### Kvalificerade lag
- Futura Volley Busto Arsizio
- Galatasaray SK[8]

## Final

### Match 1
| Datum    | Mellan                                       | Resultat | Set   | Set   | Set   | Set   | Set | Poäng totalt | Speltid | Åskådare |
| Datum    | Mellan                                       | Resultat | 1     | 2     | 3     | 4     | 5   | Poäng totalt | Speltid | Åskådare |
| -------- | -------------------------------------------- | -------- | ----- | ----- | ----- | ----- | --- | ------------ | ------- | -------- |
| 27-03-12 | Galatasaray SK - Futura Volley Busto Arsizio | 3 - 1    | 25:16 | 22:25 | 25:23 | 25:22 |     | 97 - 86      | 1h:50   | 3.737    |

### Match 2
| Datum    | Mellan                                       | Resultat | Set   | Set   | Set   | Set   | Set | Poäng totalt | Speltid | Åskådare |
| Datum    | Mellan                                       | Resultat | 1     | 2     | 3     | 4     | 5   | Poäng totalt | Speltid | Åskådare |
| -------- | -------------------------------------------- | -------- | ----- | ----- | ----- | ----- | --- | ------------ | ------- | -------- |
| 31-03-12 | Futura Volley Busto Arsizio - Galatasaray SK | 3 - 1    | 25:19 | 25:13 | 23:25 | 25:23 |     | 98 - 80      | 1h:44   | 5.001    |

### Mästare
- Futura Volley Busto Arsizio[9]